# セザール・ガブリエル・ド・ショワズール＝プララン
プララン公セザール・ガブリエル・ド・ショワズール（仏: César Gabriel de Choiseul, duc de Praslin, 1712年8月15日 - 1785年11月15日）は、フランス王国の貴族、外交官、政治家、軍人。ルイ15世時代の筆頭大臣エティエンヌ・フランソワ・ド・ショワズールの従兄。

## 生涯
いくつかの軍歴を経て陸軍中将となるとともに、1756年に駐オーストリア大使となった。1761年から1766年までは、エティエンヌ・フランソワの海軍大臣転任とともに外務大臣となっている。1763年にはルイ15世の全権大使として、七年戦争を終結させるパリ条約の交渉と調印を行った。これにより、新設のプララン公爵に叙爵された。
1766年にはエティエンヌ・フランソワの外務大臣復帰に伴い、入れ替わりに海軍大臣となった。海軍は七年戦争で大きなダメージを被っており、建て直しに努力することとなる。しかし、エティエンヌ・フランソワの庇護者であったポンパドゥール夫人が1764年に死去した後、彼らを失脚させようとする動きが盛んになり、1770年には大臣を辞任することとなった。その間、1769年には科学アカデミーの名誉会員になっている。
セーシェル諸島の中のプララン島は、彼にちなんで名づけられた。
| 公職                                            | 公職                             | 公職                                            |
| ----------------------------------------------- | -------------------------------- | ----------------------------------------------- |
| 先代 エティエンヌ・フランソワ・ド・ショワズール | フランス外務大臣 1761年 - 1766年 | 次代 エティエンヌ・フランソワ・ド・ショワズール |